# Jeison Chalá
Jeison Chalá (Ibarra, Ecuador; 8 de diciembre de 1994) es un futbolista ecuatoriano. Juega de delantero y su equipo actual es El Nacional de la Serie A de Ecuador.

## Trayectoria
En 2021 tiene su primera experiencia internacional, es fichado por el Club Deportivo Godoy Cruz Antonio Tomba de la Primera División de Argentina, con un contrato por tres años.

## Estadísticas

### Clubes
Actualizado al último partido disputado el 25 de julio de 2025.
| Club                            | Temporada     | Liga  | Liga  | Copas nacionales | Copas nacionales | Copas internacionales | Copas internacionales | Total | Total |
| Club                            | Temporada     | Part. | Goles | Part.            | Goles            | Part.                 | Goles                 | Part. | Goles |
| ------------------------------- | ------------- | ----- | ----- | ---------------- | ---------------- | --------------------- | --------------------- | ----- | ----- |
| Cuniburo F. C. · Ecuador        | 2010          | 2     | 1     | -                | -                | -                     | -                     | 2     | 1     |
| Cuniburo F. C. · Ecuador        | 2011          | 22    | 4     | -                | -                | -                     | -                     | 22    | 4     |
| Cuniburo F. C. · Ecuador        | Total club    | 24    | 5     | -                | -                | -                     | -                     | 24    | 5     |
| Espoli · Ecuador                | 2015          | 30    | 5     | -                | -                | -                     | -                     | 30    | 5     |
| Espoli · Ecuador                | Total club    | 30    | 5     | -                | -                | -                     | -                     | 30    | 5     |
| Liga de Portoviejo · Ecuador    | 2016          | 29    | 5     | -                | -                | -                     | -                     | 29    | 5     |
| Liga de Portoviejo · Ecuador    | Total club    | 29    | 5     | -                | -                | -                     | -                     | 29    | 5     |
| Clan Juvenil · Ecuador          | 2017          | 19    | 2     | -                | -                | -                     | -                     | 19    | 2     |
| Clan Juvenil · Ecuador          | Total club    | 19    | 2     | -                | -                | -                     | -                     | 19    | 2     |
| Universidad Católica · Ecuador  | 2018          | 40    | 4     | -                | -                | -                     | -                     | 40    | 4     |
| Universidad Católica · Ecuador  | 2019          | 31    | 2     | 1                | 0                | 6                     | 2                     | 38    | 4     |
| Universidad Católica · Ecuador  | 2020          | 15    | 3     | -                | -                | 2                     | 0                     | 17    | 3     |
| Universidad Católica · Ecuador  | Total club    | 86    | 9     | 1                | 0                | 8                     | 2                     | 95    | 11    |
| Godoy Cruz Argentina            | 2021          | 4     | 0     | 0                | 0                | -                     | -                     | 4     | 0     |
| Godoy Cruz Argentina            | Total club    | 4     | 0     | 0                | 0                | -                     | -                     | 4     | 0     |
| C. S. Emelec · Ecuador          | 2022          | 22    | 0     | 0                | 0                | 4                     | 0                     | 26    | 0     |
| C. S. Emelec · Ecuador          | Total club    | 22    | 0     | 0                | 0                | 4                     | 0                     | 26    | 0     |
| Aucas · Ecuador                 | 2023          | 0     | 0     | 0                | 0                | 1                     | 0                     | 1     | 0     |
| Aucas · Ecuador                 | Total club    | 0     | 0     | 0                | 0                | 1                     | 0                     | 1     | 0     |
| Al-Qaisumah Arabia Saudita      | 2023-24       | 13    | 2     | 1                | 0                | 0                     | 0                     | 14    | 2     |
| Al-Qaisumah Arabia Saudita      | Total club    | 13    | 2     | 1                | 0                | 0                     | 0                     | 14    | 2     |
| Técnico Universitario · Ecuador | 2024          | 7     | 0     | 0                | 0                | 1                     | 0                     | 8     | 0     |
| Técnico Universitario · Ecuador | Total club    | 7     | 0     | 0                | 0                | 1                     | 0                     | 8     | 0     |
| El Nacional · Ecuador           | 2025          | 14    | 1     | 1                | 0                | 3                     | 0                     | 18    | 1     |
| El Nacional · Ecuador           | Total club    | 14    | 1     | 1                | 0                | 3                     | 0                     | 18    | 1     |
| Total carrera                   | Total carrera | 248   | 29    | 3                | 0                | 17                    | 2                     | 268   | 31    |
| 1. 2.                           |               |       |       |                  |                  |                       |                       |       |       |

## Vida personal
Es el hermano menor del futbolista Walter Chalá.